# Dionisio (nombre)
Dionisio es un nombre propio masculino en su variante en español, procedente del griego Διονύσιος (Mitomano), que significa El que se consagra a Dios en la adversidad, o consagrado a Dioniso, dios del vino.

## Etimología
Dionisio   es el nombre de un personaje bíblico;
- Dionisio  era miembro del tribunal supremo de Atenas, convertido después de una predicación del apóstol Pablo. (Hechos 17, 34)

## Variantes en otros idiomas
| Variantes en otras lenguas | Variantes en otras lenguas |
| -------------------------- | -------------------------- |
| Español                    | Dionisio                   |
| Albanés                    | Denis                      |
| Alemán                     | Dionysius                  |
| Aragonés                   | Dionís                     |
| Asturiano                  | Dionisiu                   |
| Bretón                     | Denez                      |
| Búlgaro                    | Дионисий (Dionisij)        |
| Catalán                    | Dionís                     |
| Checo                      | Dionýsius, Diviš           |
| Corso                      | Diunisu                    |
| Croata                     | Dionizije                  |
| Danés                      | Dionysius                  |
| Eslovaco                   | Dionýz                     |
| Esloveno                   | Dionizij                   |
| Esperanto                  | Denizo                     |
| Euskera                    | Denis, Dunixi              |
| Finlandés                  | Dionysius                  |
| Francés                    | Denis                      |
| Gallego                    | Denís                      |
| Georgiano                  | დიონისე (Dionise)          |
| Griego                     | Διονύσιος (Dionýsios)      |
| Holandés                   | Dionysius                  |
| Húngaro                    | Dénes                      |
| Inglés                     | Dionysius, Denis, Dennis   |
| Islandés                   | Denis                      |
| Italiano                   | Dionisio, Dionigi          |
| Latín                      | Dionysius                  |
| Lituano                    | Dionyzas                   |
| Noruego                    | Dionysius                  |
| Polaco                     | Dionizjusz, Dionizy        |
| Portugués                  | Dionísio, Denis            |
| Rumano                     | Dionisiu, Dionisie         |
| Ruso                       | Дионисий (Dionisij)        |
| Sardo                      | Dionìsiu                   |
| Serbio                     | Дионисије (Dionisije)      |
| Sueco                      | Dionysius                  |
| Ucraniano                  | Діонісій (Dionisij)        |